# Gérard Terronès
Gérard Terronès (Rabat (Maroc), 9 juin 1940 – Paris, 16 mars 2017), est un producteur de jazz français.

## Biographie
Né le 9 juin 1940 à Rabat au Maroc, Gérard Terronès vit à Agadir et en 1952, un copain lui fait découvrir Sidney Bechet. À 16 ans, il arrive en France pour s'installer à Melun.
D'origine andalouse, il arrête ses études pour travailler dans une Banque populaire de Melun. Parallèlement, il se déplace chaque semaine à Paris pour assister à des concerts de jazz.
En 1965, alors qu'il travaille dans une boutique de musique, il crée des clubs de jazz à Paris comme le Blues Jazz Museum rue des Deux-Ponts sur l'île Saint-Louis et deux ans plus tard le  Gill’s Club rue Sainte-Croix-de-la-Bretonnerie dans Le Marais,.
En 1969, il fonde le label Futura qui deviendra par la suite Disques Futura et Marge, puis Futura Marge.
En 1975 il organise le Festival de Jazz de Massy Palaiseau où il invite Ornette Coleman à interpréter sa symphonie Skies of America accompagné de son double quartet et des concert Colonne. Max Roach et Archie Shepp sont également au programme avec des musiciens Français comme Jef Gilson, Martial Solal ou Raymond Boni.
En 1981-1982, Terronès anime le club Jazz Unité, situé à La Défense.
À partir de 1981, il anime l'émission Jazz en liberté sur Radio libertaire pendant 26 ans, ce qui l'amènera à fréquenter la Fédération anarchiste. En 1984-1985, Terronès programme des concerts de jazz au bar anarchiste Le Trou Noir, rue Nationale à Paris.
Il meurt le 16 mars 2017, à l'âge de 76 ans.